# پایونیر ۱۲

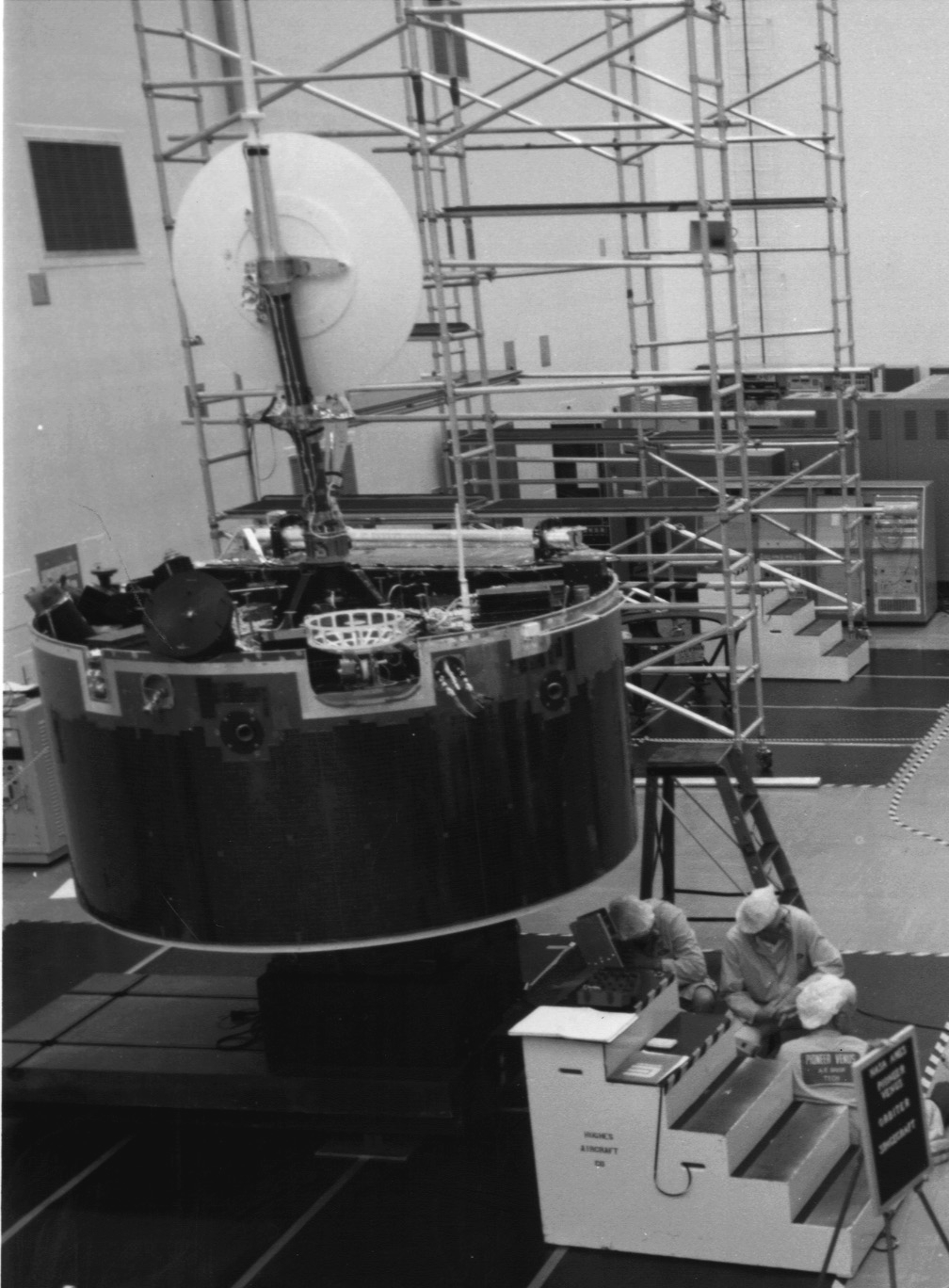
پایونیز ۱۲ یا ونوس ۱ در کی‌اس‌سی

پایونیر ۱۲ (به انگلیسی: Pioneer 12) یا ونوس ۱ (به انگلیسی: Venus 1) یک کاوشگر فضایی ناسا است که ضمن آزمایش سطح سیارهٔ زهره، سطح آن را نقشه برداری کرد.